# دارنيل كينغ
دارنيل كينغ (بالإنجليزية: Darnell King)‏ هو لاعب كرة قدم أمريكي، ولد في 23 سبتمبر 1990 في تامبا في الولايات المتحدة. لعب مع Tampa Bay Rowdies ‏.

## وصلات خارجية
- دارنيل كينغ على موقع قاعدة بيانات كرة القدم.إي يو (الإنجليزية)